# Gustaf Hammarsten
Carl Gustaf Hammarsten (Estocolmo, 2 de septiembre de 1967) es un actor sueco.

## Biografía
Se entrenó en la Academia de Teatro de Estocolmo de donde se graduó en 1995.
Además del sueco, Gustaf habla con fluidez inglés y noruego.
Gustaf sale con la actriz sueca Jessica Liedberg.

## Carrera
En 1992 se unió al elenco de la película Den goda viljan donde interpretó al teólogo sueco Torsten Bohlin.
En el 2000 interpretó al cocinero Göran, el hermano Elisabeth (Lisa Lindgren) de en la película Tillsammans.
En 2001 participó en la versión sueca de la película holandesa Minoes.
En el 2009 se unió al elenco de la comedia Brüno donde interpretó a Lutz, el asistente del asistente del reportero de moda austríaco Brüno (Sacha Baron Cohen).
En 2012 formó parte del doblaje sueco de la película animada The Pirates! In an Adventure with Scientists! donde prestó su voz para el personaje de Charles Darwin.
En el 2013 apareció en la película Mördaren ljuger inte ensam donde dio vida a Rutger, el supervisor de la estudiante de literatura Puck Ekstedt	 (Tuva Novotny).
En 2016 se unió al elenco de la serie Midnight Sun (en sueco; "Midnattssol") donde interpreta al fiscal sueco Anders Harnesk, hasta ahora.

## Filmografía

### Series de televisión
| Año             | Título                     | Personaje          | Notas                             |
| --------------- | -------------------------- | ------------------ | --------------------------------- |
| 2016 - presente | Midnight Sun               | DA. Anders Harnesk | 8 episodios                       |
| 2015            | Gåsmamman                  | Broman             | 6 episodios                       |
| 2013 - 2015     | Fröken Frimans krig        | Axel Friman        | 6 episodios                       |
| 2014            | Bastuklubben               | Pär                | episodio # 1.4                    |
| 2012 - 2014     | Partaj                     | Varios Personajes  | 9 episodios                       |
| 2013            | Wallander                  | Viktor Nilsson     | episodio "Försvunnen"             |
| 2011            | Tjuvarnas jul              | Kurre              | 22 episodios                      |
| 2011            | Maria Wern                 | Erik               | episodio "Må döden sova"          |
| 2010            | Våra vänners liv           | Mats               | 10 episodios                      |
| 2009            | Hotell Kantarell           | Valle              | episodio "Sotis"                  |
| 2008            | Om ett hjärta              | Johan Starck       | 3 episodios - miniserie           |
| 2007            | Der Kommissar und das Meer | Henry Dahlström    | episodio "Näher als du denkst"    |
| 2007            | Hjälp!                     | Mats               | 7 episodios                       |
| 2006            | Kvarteret Skatan           | Morgan             | episodio "Blodsbröder på riktigt" |
| 2006            | Möbelhandlarens dotter     | Tío Ruben          | 2 episodios - miniserie           |
| 2003            | De drabbade                | Sandvall           | episodio # 1.7 - miniserie        |
| 2002 - 2003     | Cleo                       | Frank Berger       | 27 episodios                      |
| 2002            | Beck                       | Klas Duvander      | episodio "Okänd avsändare"        |
| 2000            | Låt stå!                   | Bengt Croona       | -                                 |
| 1991            | Den goda viljan            | Torsten Bohlin     | episodio # 1.1 - miniserie        |

### Películas
| Año  | Título                     | Personaje       | Notas |
| ---- | -------------------------- | --------------- | --- |
| 2021 | Old                        | Gerente Hotel   | |
| 2013 | Mördaren ljuger inte ensam | Rutger          | junto a Tuva Novotny, Linus Wahlgren, Ola Rapace, Fanny Risberg y Sanna Krepper                                  |
| 2011 | Jeg reiser alene           | Robert Göteborg | junto a Rolf Kristian Larsen, Amina Eleonora Bergrem, Pål Sverre Hagen, Ingrid Bolsø Berdal y Marte Opstad       |
| 2009 | Brüno                      | Lutz            | junto a Sacha Baron Cohen, Clifford Bañagale, Bono, Sting, Slash, Elton John, Chris Martin y Josh Meyers         |
| 2003 | Tillfällig fru sökes       | Fredrik         | junto a Lotta Östlin Stenshäll, Irina Jonsson, Lars Väringer, Claes Hartelius, Lisbeth Johansson y Sofia Rutberg |
| 2000 | Tillsammans                | Göran           | junto a Michael Nyqvist, Ola Rapace, Lisa Lindgren, Shanti Roney, Anja Lundkvist, Emma Samuelsson y Sam Kessel   |
| 1992 | Den goda viljan            | Torsten Bohlin  | junto a Samuel Fröler, Pernilla August, Max von Sydow, Ghita Nørby, Lena Endre, Anita Björk, Marie Richardson    |

### Apariciones
| Año  | Programa    | Notas                       |
| ---- | ----------- | --------------------------- |
| 2007 | Parlamentet | 2 episodios - (equipo rojo) |

### Teatro
| Año  | Obra                               | Personaje | Director (a)      | Teatro                 | Notas                                                  |
| ---- | ---------------------------------- | --------- | ----------------- | ---------------------- | ------------------------------------------------------ |
| 2008 | Stora landsvägen                   | Mark      | Wilhelm Carlsson  | Stockholms stadsteater | -                                                      |
| 2006 | Lilla Jönssonligan och glasskampen | -         | Figge Norling     | Vasateatern            | -                                                      |
| 2004 | Körsbärsträdgården                 | Trofimov  | Lennart Hjulström | Stockholms stadsteater | -                                                      |
| 2004 | Elling                             | Frank     | Bo Hermansson     | Vasateatern            | -                                                      |
| 1991 | Peter Pan                          | Stroppen  | Jackie Söderman   | Dramaten               | junto a Pontus Gustafssonm, Thomas Hanzon y Benny Haag |

## Premios y nominaciones
| Año  | Categoría          | Premio               | Películas            | Resultado |
| ---- | ------------------ | -------------------- | -------------------- | --------- |
| 2004 | Bästa Skådespelare | Toriono Cinema Award | Tillfällig fru sökes | Ganó      |